# Șapte femei
Șapte femei (A Casa das Sete Mulheres; lit. „Casa celor șapte femei”) a fost o miniserie braziliană produs de Rede Globo și care a fost difuzat între 7 ianuarie și 8 aprilie 2003, la ora 11:00, în total 53 de capitole. Difuzată în România de canalul Acasă TV.
Scrisă de Maria Adelaide Amaral și Walther Negrão, este inspirată în mod liber de romanul omonim al scriitorului Gaucho Letícia Wierzchowski, în colaborare cu Lucio Manfredi și Vincent Villari; sub îndrumarea lui Teresa Lampreia, direcția generală a lui Jayme Monjardim și Marcos Schechtman și direcția de bază a lui Jayme Monjardim.

## Distribuție
- Camila Morgado...  Manuela
- Thiago Lacerda...  Giuseppe Garibaldi
- Giovanna Antonelli...  Anita Garibaldi
- Werner Schünemann...  Bento Gonçalves
- Eliane Giardini...  Caetana
- Nívea Maria...  Maria
- Bete Mendes... Ana Joaquina
- Luís Melo...  Bento Manuel
- Daniela Escobar...  Perpétua
- Marcello Novaes... Inácio
- Mariana Ximenes...  Rosario
- Thiago Fragoso... Estevão
- Samara Felippo...  Mariana
- Tarcísio Filho...  General Netto
- Dalton Vigh... Luigi Rossetti
- Ana Beatriz Nogueira... Rosa
- Jandira Martini... Dona Antônia
- Murilo Rosa...  Afonso Corte Real
- Heitor Martinez... João Gutiérrez
- Ney Latorraca...  Araujo Ribeiro
- Othon Bastos...  Crescencio
- José de Abreu...  Coronel Onofre Pires
- Ângelo Antônio... Tito Lívio Zambeccari
- Rosi Campos... Consuelo
- Juliana Paes... Teiniaguá
- Dado Dolabella... Bentinho
- Bruno Gagliasso...  Caetano
- Carla Diaz... Angélica
- Zé Victor Castiel... Chico Mascate